# Преподобный Димитрий Прилуцкий, с житием
«Преподобный Дмитрий Прилуцкий, с житием» — икона, созданная иконописцем Дионисием в конце XV — начале XVI века (ок. 1503 ?). Происходит из Спасского собора Спасо-Прилуцкого монастыря. В настоящее время хранится в Вологодском музее-заповеднике (инв. № 1593).

## История атрибуции
В XIX веке исследователи, согласно бытовавшим местным преданиям, авторство иконы приписывали Дионисию Глушицкому. Впервые в авторстве Глушицкого усомнился В. Богусевич, указавший, что на предпоследнем клейме представлен эпизод постройки третьей соборной церкви монастыря (1485 или 1487 год), то есть события, произошедшего через много лет после смерти Глушицкого (1437). Богусевич считал, что икона была создана между 1485 и 1503 годами и обратил внимание на то, что период работы Дионисия в Ферапонтовом монастыре совпадает со временем написания «Преподобного Димитрия». До Богусевича икону атрибутировали Дионисию А. И. Анисимов и И. В. Федышин.

## ПреподобныйДимитрий Прилуцкий
Дмитрий Прилуцкий, родившийся в Переяславле-Залесском в начале XIV века, основал (1354) близ родного города монастырь во имя Николая Чудотворца и был его игуменом. Познакомившись с Сергием Радонежским, Димитрий Прилуцкий ввёл в Спасо-Прилуцком монастыре общежитийный устав. Димитрий Прилуцкий был призван в Москву князем Дмитрием Донским и крестил одного из его сыновей. Удалившись вскоре из Переяславля на Север, на Авнегу, вместе со своим учеником Пахомием, построил на реке Великой церковь Воскресения Христова. В 1371 году близ Вологды основал обитель, настоятелем которой был до своей смерти в 1392 году. Самая ранняя версия жития Димитрия предположительно датируется первой половиной XV века. Развёрнутое житие, составленное во второй половине XV века, позднее вошло в Великие Минеи Четии митрополита Макария. Почитание преподобного Димитрия было закреплено на Московском церковном соборе 1547 года.

## Описание
В среднике иконы изображён Димитрий Прилуцкий. Его фигура представлена строго фронтально, в поясном срезе. На преподобном обычная для инока одежда: зеленовато-охристая ряса (или подрясник), зелёный параманд, коричневая мантия с капюшоном (куколем), лежащим на плечах. Объем складок по всей одежде передан чёрной краской, на куколе — белой. Правая рука Димитрия поднята в благословении, в левой он держит свиток.
Преподобный представлен ещё не старым человеком, с благородными чертами лица, высоким лбом, прямым носом, небольшим ртом. Волосы, борода, усы светло-русые с лёгкой проседью.
Тип поясного изображения преподобного восходит, вероятно, к иконе, висевшей над гробом Димитрия. Написана эта икона была Дионисием Глушицким. В 1609 году её перенесли из Спасо-Прилуцкого монастыря в церковь Спаса на Сенной площади в Вологде, это последнее сообщение об иконе авторства Глушицкого, её дальнейшая судьба неизвестна.
Сюжетная линия житийных клейм иконы «Преподобный Димитрий Прилуцкий» позаимствована Дионисием из минейного варианта жития преподобного и начинается сразу с пострижения. Как это часто было в житийных иконах святых монахов, здесь нет сцен рождения и детства — первой является сцена пострижения, то есть «второго рождения» святого. Последующие клейма представляют Димитрия не только подвижником духовной жизни, но и значительным церковным деятелем, участником политических событий эпохи. В финальной части житийных клейм иконописец традиционно обращается к теме посмертных чудес, в том числе связанных с обителью, основанной святым, находящейся под его заступничеством.

### Сюжеты клейм
Описание сюжетов даётся с крайнего левого верхнего клейма движение слева направо с первого верхнего ряда вниз:
1. Успенский Горицкий монастырь. Пострижение
2. Поставление Димитрия в иереи
3. Основание монастыря в честь Николая Чудотворца
4. Встреча Димитрия с Сергием Радонежским
5. Встреча Димитрия Прилуцкого с Димитрием Донским
6. Оставление Авнеги из-за недовольства местных жителей
7. Основание Спасо-Прилуцкого монастыря на землях, переданных Ильёй Раковым и Исидором Выпрягом
8. Предсказание смерти Димитрия Донского
9. Благословение брата на ведение торговых дел с язычниками
10. Поставление Пахомия в игумены
11. Преставление Димитрия Прилуцкого
12. Погребение Димитрия Прилуцкого
13. Ангел спасает гробницу Димитрия от разграбления вятчанами
14. Исцеление у гробницы бесноватого Симеона
15. Преподобный Димитрий является, чтобы помочь в строительстве соборного храма
16. Исцеление у гробницы немого Иоанна